# 원환 다양체
대수기하학에서 원환 다양체(圓環多樣體, 영어: toric variety)는 대수적 원환면 {\displaystyle (K^{\times })^{n}}을 조밀하게 포함하여, 그 작용을 다양체 전체에 정의할 수 있는 대수다양체이다.

## 정의
체 {\displaystyle K}가 주어졌다고 하자.
{\displaystyle K} 위의 원환 다양체 {\displaystyle (M,\phi )}는 다음과 같은 데이터로 이루어진다.
- {\displaystyle K}-대수다양체 {\displaystyle M}
- 군의 작용 {\displaystyle \phi \colon (K^{\times })^{n}\to \operatorname {Aut} (M)} ({\displaystyle K^{\times }}는 {\displaystyle K}의 가역원군)

이들은 다음과 같은 성질을 만족하여야 한다.
- 자리스키 조밀 열린집합 {\displaystyle T\subseteq M}이 존재하여, {\displaystyle T}가 {\displaystyle (K^{\times })^{n}}과 ({\displaystyle K}-대수다양체로서) 동형이며, {\displaystyle T}에 대한 군 작용이 이 위상 동형 아래 복소수의 곱셈이어야 한다.

### 부채
많은 경우, 복소수체 위의 원환 다양체는 부채(영어: fan 팬[*])라는 데이터로 표현될 수 있다.
강볼록 유리 다면뿔(強볼록有理多面뿔, 영어: strongly convex rational polyhedral cone) {\displaystyle \sigma \subseteq \mathbb {Q} ^{n}}은 다음 성질을 만족하는 부분 집합이다.
- (강볼록 조건) {\displaystyle \sigma \cap -\sigma =\{0\}}
- (스칼라곱에 대한 닫힘) {\displaystyle r\in [0,\infty )}이고 {\displaystyle v\in \sigma }라면 {\displaystyle rv\in \sigma }
- (덧셈에 대한 닫힘) {\displaystyle \sigma }는 덧셈 모노이드이다. 즉, {\displaystyle u,v\in \sigma }라면 {\displaystyle u+v\in \sigma }이다.
- (유리 벡터에 의한 생성) {\displaystyle \sigma =\operatorname {Span} _{[0,\infty )}B}가 되는 유한 집합 {\displaystyle B\subseteq \mathbb {Z} ^{n}}이 존재한다.

다면뿔 {\displaystyle \sigma }의 면(영어: face)들은 다음과 같은 꼴의 부분 집합들이다.
- {\displaystyle \phi \colon \mathbb {Q} ^{n}\to \mathbb {Q} }가 실수 선형 변환이고, {\displaystyle \phi \upharpoonright \sigma \geq 0}이라면, {\displaystyle \sigma \cap (\ker \phi )}.

부채 {\displaystyle \Sigma }는 다음 성질을 만족하는 강볼록 유리 다면뿔들의 집합이다.
- (면에 대한 닫힘) {\displaystyle \sigma \in \Sigma }이고 {\displaystyle \sigma '}가 {\displaystyle \sigma }의 면 가운데 하나라면, {\displaystyle \sigma '\in \Sigma }.
- (교집합에 대한 닫힘) {\displaystyle \sigma ,\sigma '\in \Sigma }라면, {\displaystyle \sigma \cap \sigma '}는 {\displaystyle \sigma }의 면 가운데 하나이고, 또한 {\displaystyle \sigma '}의 면 가운데 하나이다. ({\displaystyle \{0\}}은 모든 다면뿔들의 면이다.)

강볼록 유리 다면뿔에 대응하는 원환 다양체는 다음과 같다. 다면뿔 {\displaystyle \sigma }의 격자점 {\displaystyle \sigma \cap \mathbb {Z} ^{k}}들은 덧셈에 대하여 유한 생성 모노이드를 이룬다. (여기서 {\displaystyle k}는 다면뿔 {\displaystyle \sigma }의 변의 수이다.) 마찬가지로, 다면뿔 {\displaystyle \sigma }의 쌍대뿔 {\displaystyle \sigma ^{\vee }=\{v\colon \langle u,v\rangle \geq 0\forall u\in \sigma \}\subset K^{n}} 또한 유한 생성 모노이드를 이룬다. 쌍대뿔의 기저 {\displaystyle \{\mathbf {v} _{1},\dots ,\mathbf {v} _{\alpha },\dots ,\mathbf {v} _{k}\}\subset K^{n}}를 잡고, 다음과 같은 사상을 정의하자.
{\displaystyle \phi \colon (K^{*})^{n}\to K^{k}}
{\displaystyle \phi \colon (\exp(iz_{1}),\dots ,\exp(iz_{i}),\dots ,\exp(iz_{n}))\mapsto \left(\exp(i\sum _{j}z_{n}v_{1}^{(j)}),\dots ,\exp(i\sum _{j}z_{j}v_{\alpha }^{(j)}),\dots ,\exp(i\sum _{j}z_{j}v_{k}^{(j)})\right)}
다면뿔 {\displaystyle \sigma }에 대응하는 아핀 원환 다앙체는 {\displaystyle \phi }의 상을 포함하는 최소 대수다양체 (자리스키 위상에 대한 닫힘)이다.
부채 {\displaystyle \Sigma }에 대응하는 원환 다양체는 부채에 속한 다면뿔들에 대응하는 아핀 원환 다양체들을 짜깁기하여 얻는다. 여기서, 같은 면(부분뿔)을 공유하는 두 뿔에 대응하는 두 아핀 원환 다양체들의 경우, 면에 대응하는 자리스키 열린집합을 서로 이어붙인다.

### 다면체에 대응하는 원환 다양체
꼭짓점이 격자점 {\displaystyle \mathbb {Z} ^{n}}인 볼록 고차 다면체가 주어졌다고 하자. 이 경우, 각 {\displaystyle (n-1)}차원 면에 대응하는, 안쪽을 향하는 수직 벡터를 생각할 수 있다. 그렇다면, 각 {\displaystyle (n-1)}차원 면은 이 수직 벡터로 생성되는 1차원 뿔, 두 {\displaystyle (n-1)}차원 면이 공유하는 {\displaystyle (n-2)}차원 변은 두 수직 벡터로 생성되는 2차원 뿔 등등을 정의할 수 있다. 이는 부채를 이룬다. 볼록 다면체에 대응되는 원환 다양체는 다면체에 대응하는 부채에 대응하는 원환 다양체다.
즉, 다면체 {\displaystyle P}에 대응되는 원환 다양체 {\displaystyle X}에 대하여, 표준적인 전사 함수
{\displaystyle X\twoheadrightarrow P}
가 존재한다. 이 사상에서, 임의의 점 {\displaystyle x\in P}에 대응되는 올은 (만약 {\displaystyle x}가 {\displaystyle k}차원 면에 속한다면) {\displaystyle (K^{\times })^{k}}의 꼴이다. {\displaystyle P}의 (유일한) 내부는 {\displaystyle X}의 자리스키 조밀 열린집합 {\displaystyle (K^{\times })^{\dim X}}에 해당하며, 따라서 {\displaystyle P\subseteq \mathbb {Q} ^{\dim X}}이다. 이는 운동량 사상의 특수한 경우이다.

## 연산
두 원환 다양체의 곱공간 역시 원환 다양체이다.
원환 다양체의 특이점 해소(영어: resolution of singularities) 역시 원환 다양체이며, 이는 원래 원환 다양체에서 일부 뿔들을 더 작은 뿔들로 분할하여 얻어진다.

## 성질
{\displaystyle \mathbb {Q} ^{n}} 속의 부채 {\displaystyle \Sigma }로 정의되는 원환 다양체에 대하여, 다음 두 조건이 서로 동치이다.:Theorem 9.1(1):§4.2
- {\displaystyle \Sigma }에 대응하는 원환 다양체에 복소수 위상을 부여했을 때, 콤팩트 공간이다.
- {\displaystyle \textstyle \mathbb {Q} ^{n}=\bigcup \Sigma }이다. 즉, 부채에 속하는 뿔들의 합집합은 {\displaystyle \mathbb {Q} ^{n}} 전체이다.

{\displaystyle \mathbb {Q} ^{n}} 속의 부채 {\displaystyle \Sigma }로 정의되는 원환 다양체에 대하여, 다음 두 조건이 서로 동치이다.:Theorem 9.1(2)
- {\displaystyle \Sigma }에 대응하는 원환 다양체에 복소수 위상을 부여했을 때, 매끄러운 다양체이다.
- 모든 뿔 {\displaystyle \sigma }에 대하여, {\displaystyle \sigma \cap \mathbb {Z} ^{n}}은 유한 생성 자유 가환 모노이드이다.

{\displaystyle \mathbb {Q} ^{n}} 속의 부채 {\displaystyle \Sigma }로 정의되는 원환 다양체에 대하여, 다음 두 조건이 서로 동치이다.:Theorem 9.1(2)
- {\displaystyle \Sigma }에 대응되는 원환 다양체는 사영 대수다양체이다.
- {\displaystyle \Sigma }는 {\displaystyle \mathbb {Z} ^{n}}의 유한 부분 집합의 볼록 껍질에 대응되는 부채이다.

{\displaystyle \mathbb {Q} ^{n}} 속의 부채 {\displaystyle \Sigma }로 정의되는 원환 다양체에 대하여, 다음 두 조건이 서로 동치이다.:§4.3
- {\displaystyle \Sigma }에 대응되는 원환 다양체는 칼라비-야우 다양체이다 (즉, 표준 인자가 0이다).
- {\displaystyle \Sigma }에 속하는 모든 1차원 뿔들을 생성하는 정수 계수 벡터들 {\displaystyle (v_{i})_{i\in I}}이 모두 하나의 {\displaystyle n-1}차원 초평면 위에 존재하게 잡을 수 있다. 즉,  {\displaystyle \phi (v_{i})=1\,\forall i\in I}인 실수 선형 변환 {\displaystyle \phi \colon \mathbb {Q} ^{n}\to \mathbb {Q} }가 존재한다.

특히, 만약 {\displaystyle n\geq 1}이라면, 칼라비-야우 원환 다양체의 복소수 위상은 콤팩트 공간일 수 없다.:§4.3

## 예
편의상 유클리드 공간 {\displaystyle \mathbb {Q} ^{n}}의 표준 기저를 {\displaystyle (\mathrm {e} _{i})_{i=1,\dotsc ,n}}으로 표기하자. 여기서 {\displaystyle K}는 임의의 체이다.

### 원환면
{\displaystyle (K^{\times })^{n}}은 자명하게 원환 다양체를 이룬다. 이는 다음과 같은 0차원 뿔에 대응된다.
{\displaystyle \Sigma =\{\sigma _{0}\}}
{\displaystyle \sigma _{0}=\{0\}\subseteq \mathbb {Q} ^{n}}
{\displaystyle \sigma _{0}}의 쌍대뿔은 {\displaystyle \sigma _{0}^{\vee }=\mathbb {Q} ^{n}}이며, 이는
{\displaystyle \{\pm \mathrm {e} _{1},\dotsc ,\pm \mathrm {e} _{n}\}}
에 의하여 생성된다. 따라서 이에 대응되는 아핀 원환 다양체는
{\displaystyle \operatorname {Spec} K[\sigma _{0}^{\vee }\cap \mathbb {Z} ^{n}]=\operatorname {Spec} K[t_{1},t_{1}^{-1},t_{2},t_{2}^{-1},\dotsc ,t_{n},t_{n}^{-1}]}
이다.

### 아핀 공간
다음과 같은, 하나의 뿔만으로 구성되는 부채를 생각하자.:Example 5.1
{\displaystyle \sigma =[0,\infty )\times \dotsb \times [0,\infty )\subseteq \mathbb {Q} ^{n}}
즉, 이는 {\displaystyle \mathbb {Q} ^{n}}의 “2n분면”이다.
이는 스스로의 쌍대뿔과 같으며, 표준 기저
{\displaystyle (\mathrm {e} _{1},\mathrm {e} _{2},\dotsc ,\mathrm {e} _{n})}
에 의하여 생성된다. 이에 대응하는 원환 다양체는 {\displaystyle n}차원 아핀 공간
{\displaystyle \operatorname {Spec} K[\sigma ^{\vee }\cap \mathbb {Z} ^{n}]=\operatorname {Spec} K[t_{1},\dotsc ,t_{n}]}
이다.
예를 들어, 아핀 평면 {\displaystyle \mathbb {A} _{K}^{2}}는 다음과 같은 부채에 대응된다.
{\displaystyle {\begin{matrix}\uparrow \\\bullet &\rightarrow \end{matrix}}}

### 사영 공간
모든 사영 공간은 원환 다양체이며, {\displaystyle n}차원 사영 공간에 대응되는 다면체는 {\displaystyle n}차원 단체이다.
구체적으로, {\displaystyle \mathbb {Q} ^{n}}의 표준 기저 {\displaystyle (e_{1},\dotsc ,e_{n})}가 주어졌다고 하자. 그렇다면,
{\displaystyle \mathrm {e} _{0}=-(\mathrm {e} _{1}+\dotsb +\mathrm {e} _{n})}
을 정의하고, 다음과 같은 {\displaystyle n+1}개의 뿔들로 생성되는 부채를 생각하자.:Example 8.4
{\displaystyle \sigma _{i}=\operatorname {Span} _{K}\left(\{\mathrm {e} _{0},\mathrm {e} _{1},\dotsc ,\mathrm {e} _{n}\}\setminus \{\mathrm {e} _{i}\}\right)}
즉, 이 부채는 {\displaystyle \{\mathrm {e} _{0},\mathrm {e} _{1},\dotsc ,\mathrm {e} _{n}\}}의 {\displaystyle 2^{n+1}-1}개의 진부분 집합에 대응되는 뿔들로 구성된다. 이 가운데 {\displaystyle n}차원의 뿔들은 {\displaystyle n+1}개가 있으며, 이는 사영 공간의 크기 {\displaystyle n+1}의 아핀 열린 덮개에 해당한다. 구체적으로, {\displaystyle n}차원 뿔의 쌍대뿔들은 다음과 같다.
- {\displaystyle \sigma _{0}^{\vee }}는 {\displaystyle \{\mathrm {e} _{1},\dotsc ,\mathrm {e} _{n}\}}으로 생성된다.
  - 이에 대응되는 모노이드 대수는 {\displaystyle K[x_{1},x_{2},\dotsc ,x_{n}]}이다.
- {\displaystyle i\in \{1,\dotsc ,n\}}에 대하여, {\displaystyle \sigma _{i}^{\vee }}는 {\displaystyle \{\mathrm {e} _{1}-\mathrm {e} _{i},\dotsc ,{\widehat {\mathrm {e} _{i}-\mathrm {e} _{i}}},\dotsc ,\mathrm {e} _{n}-\mathrm {e} _{i},-\mathrm {e} _{i}\}}로 생성된다. ({\displaystyle {\hat {\color {White}e}}}은 이 항만을 생략하라는 뜻이다.)
  - 이에 대응되는 모노이드 대수는 {\displaystyle K[x_{1}x_{i}^{-1},x_{2}x_{i}^{-1},\dotsc ,{\widehat {x_{i}x_{i}^{-1}}},\dotsc ,x_{n}x_{i}^{-1},x_{i}^{-1}]}이다.

즉, 사영 공간의 동차 좌표를
{\displaystyle [y_{0}:y_{1}:\dotsb :y_{n}]}
이라고 한다면, 이는
{\displaystyle (x_{1},\dotsc ,x_{n})\mapsto [1:x_{1}:\dotsb :x_{n}]}
{\displaystyle x_{i}=y_{i}/y_{0}}
에 해당한다. 각 {\displaystyle \sigma _{i}}는 아핀 공간 {\displaystyle \mathbb {A} _{K}^{n}}에 대응되며, 이들을 짜깁기하면 사영 공간 {\displaystyle \mathbb {P} _{K}^{n}}을 얻는다.

#### 사영 직선
다음과 같은 {\displaystyle \mathbb {Q} ^{1}} 속의 부채를 생각하자.:Example 8.3
{\displaystyle \leftarrow \bullet \rightarrow }
즉, 그 뿔들은 다음과 같다.
{\displaystyle \sigma _{1}=[0,\infty )\subsetneq \mathbb {Q} }
{\displaystyle \sigma _{2}=(-\infty ,0]\subsetneq \mathbb {Q} }
{\displaystyle \sigma _{0}=C_{1}\cap C_{2}=\{0\}\subsetneq \mathbb {Q} }
이 경우, {\displaystyle \sigma _{1}}의 쌍대뿔은 {\displaystyle \sigma _{1}^{\vee }=\sigma _{1}=[0,\infty )} 자신이며, 그 모노이드 대수는
{\displaystyle K[\sigma _{1}^{\vee }\cap \mathbb {Z} ]=K[t]}
이다. 마찬가지로
{\displaystyle \sigma _{2}=\sigma _{2}^{\vee }}의 경우
{\displaystyle K[\sigma _{2}^{\vee }\cap \mathbb {Z} ]=K[t^{-1}]}
이다. 또한, {\displaystyle \sigma _{0}^{\vee }=\mathbb {Q} }의 모노이드 대수는 로랑 다항식환
{\displaystyle K[\sigma _{0}^{\vee }\cap \mathbb {Z} ]=K[t,t^{-1}]}
이다. 환 준동형
{\displaystyle K[t]\to K[t,t^{-1}]}
에 대응하는 자리스키 열린집합은 아핀 공간 {\displaystyle \mathbb {A} _{K}^{1}}의 부분 집합 {\displaystyle \{z\in K\colon z\neq 0\}}
이다. 따라서, 이는 {\displaystyle K[t]}와 {\displaystyle K[t^{-1}]}를 이어붙인 대수다양체, 즉 사영 직선 {\displaystyle \mathbb {P} _{K}^{1}}을 정의한다.

#### 사영 평면
예를 들어, 사영 평면 {\displaystyle \mathbb {P} _{K}^{2}}는 다음과 같은 부채에 대응된다.
{\displaystyle {\begin{matrix}&\uparrow \\&\bullet &\rightarrow \\\swarrow \end{matrix}}}
이 부채는 다음과 같은 직각 이등변 삼각형에 대응된다.

### 코니폴드
코니폴드는 다음과 같은 {\displaystyle \mathbb {Q} ^{3}} 속의 3차원 뿔에 의하여 정의되는 아핀 원환 다양체이다.:§4.1, (54)
{\displaystyle \sigma =\operatorname {Span} _{[0,\infty )}\left\{\mathrm {e} _{1},\mathrm {e} _{1}+\mathrm {e} _{2},\mathrm {e} _{1}+\mathrm {e} _{3},\mathrm {e} _{1}+\mathrm {e} _{2}+\mathrm {e} _{3}\right\}}
이를 정의하는 네 벡터들은 모두 평면 {\displaystyle \{v\in \mathbb {Q} ^{3}\colon \langle \mathrm {e} _{1},v\rangle =1\}} 위에 속하므로, 이는 칼라비-야우 다양체이다.
이 뿔에 대응되는 쌍대뿔은
{\displaystyle \sigma ^{\vee }=\{(a,b,c)\in \mathbb {Q} ^{3}\colon \min\{a,a+b,a+c,a+b+c\}\geq 0\}}
이다. 따라서, 이를 생성하는 격자점은
(1,−1,0), (1,0,−1), (0,0,1), (0,1,0)
이다. 이들 사이의 유일한 관계는
(1,−1,0) + (0,1,0) = (1,0,−1) + (0,0,1)
이다. 따라서, 이에 대응되는 아핀 스킴(코니폴드)은
{\displaystyle K[x,y,z,w]/(xy-zw)}
이다.:§2.1, (15) {\displaystyle K}의 표수가 2가 아니라면,
{\displaystyle X=(x/2+y/2)}
{\displaystyle Y=(x/2-y/2)}
{\displaystyle Z=(z/2+w/2)}
{\displaystyle W=(z/2-w/2)}
를 정의하여, 이를
{\displaystyle K[X,Y,Z,W]/(X^{2}-Y^{2}-Z^{2}+W^{2})}
로 적을 수 있다.

### 오비폴드
다음과 같은 2차원 부채는 오비폴드 {\displaystyle K^{2}/\operatorname {Cyc} (2)}를 나타낸다.:Figure 2(a) (2차 순환군 {\displaystyle \operatorname {Cyc} (2)}은 {\displaystyle (u,v)\mapsto (-u,-v)}와 같이 작용한다.)
{\displaystyle {\begin{matrix}&\nearrow \\\bullet \\&\searrow \end{matrix}}}
이 2차원 뿔 {\displaystyle \sigma =\sigma ^{\vee }}는 스스로의 쌍대뿔이며, {\displaystyle (1,1)}과 {\displaystyle (1,-1)}과 {\displaystyle (1,0)}에 의하여 생성된다.
{\displaystyle (1,1)+(1,-1)=2\cdot (1,0)}
이므로, 이는 아핀 대수다양체
{\displaystyle K[x,y,z]/(xy-z^{2})}
를 정의한다. 기하학적으로, 이는 2차 초곡면인 뿔이다.
사실, 아핀 공간 {\displaystyle \mathbb {A} _{K}^{2}=\operatorname {Spec} K[u,v]} 위에 2차 순환군의 작용
{\displaystyle (u,v)\mapsto (-u,-v)}
의 작용에 대한 몫은 기하 불변량 이론 몫으로서 다음과 같은 가환환의 스펙트럼이다.
{\displaystyle \mathbb {A} _{K}^{2}/\operatorname {Cyc} (2)=\operatorname {Spec} (K[u,v]^{\operatorname {Cyc} (2)})}
여기서 {\displaystyle K[u,v]^{\operatorname {Cyc} (2)}}는 {\displaystyle \operatorname {Cyc} (2)}의 작용에 대하여 불변인 원소로 구성된 부분환이다. 이는
{\displaystyle u^{2},v^{2},uv}
로 생성되며, 이 사이의 관계는
{\displaystyle u^{2}\cdot v^{2}=(uv)^{2}}
밖에 없다. 따라서, 이는 스킴의 동형 사상
{\displaystyle \operatorname {Spec} (K[u,v]^{\operatorname {Cyc} (2)})\cong \operatorname {Spec} {\frac {K[x,y,z]}{(xy-z^{2})}}}
{\displaystyle (u,v)\mapsto (u^{2},v^{2},uv)}
을 갖는다.

### 델 페초 곡면
다음과 같은 2차원 부채는 델 페초 곡면 {\displaystyle \operatorname {dP} _{1}}을 나타낸다.:Figure 2(b)
{\displaystyle {\begin{matrix}&\uparrow \\&\bullet &\rightarrow \\\swarrow &\downarrow \end{matrix}}}
구체적으로, 이는 사영 평면에서, 세 2차원 뿔 가운데 하나를 세분한 것이다. 이는 이 점에서의 부풀리기에 해당한다.
다음과 같은 2차원 부채는 델 페초 곡면 {\displaystyle \operatorname {dP} _{2}}을 나타낸다.:Figure 2(b)
{\displaystyle {\begin{matrix}&\uparrow \\\leftarrow &\bullet &\rightarrow \\\swarrow &\downarrow \end{matrix}}}
다음과 같은 2차원 부채는 델 페초 곡면 {\displaystyle \mathbb {P} ^{1}\times \mathbb {P} ^{1}}을 나타낸다.
{\displaystyle {\begin{matrix}&\uparrow \\\leftarrow &\bullet &\rightarrow \\&\downarrow \end{matrix}}}
이것이 두 사영 직선의 곱임은 부채로부터 쉽게 확인할 수 있다.

## 응용
원환 다양체의 구성은 끈 이론에서 콤팩트화에 사용되는 칼라비-야우 다양체를 구성할 때 자주 사용된다. 특히, 거울 대칭은 원환 다양체의 부채에 대한 연산으로 깔끔하게 표현될 수 있다.

## 참고 문헌
1. ↑  Oda, Tadao (1988). 《Convex bodies and algebraic geometry: an introduction to the theory of toric varieties》. Ergebnisse der Mathematik und ihrer Grenzgebiete (영어) 15. Springer-Verlag. ISBN 978-3-642-72549-4. MR 922894.
2. ↑  Cox, David A.; Little, John B.; Schenck, Henry K. (2011). 《Toric varieties》. Graduate Studies in Mathematics (영어) 124. American Mathematical Society. ISBN 978-0-8218-4819-7. MR 2810322. Zbl 1223.14001.
3. ↑  Fulton, William (1993). 《Introduction to toric varieties》. Annals of Mathematics Studies (영어) 131. Princeton University Press. ISBN 978-0-691-00049-7. MR 1234037.
4. 1 2 3 4 5 6 7  Cox, David A. (2003). 〈What is a toric variety?〉 (PDF). 《Topics in algebraic geometry and geometric modeling: Proceedings of the workshop on algebraic geometry and geometric modeling, July 29 – August 2, 2002, Vilnius, Lithuania》. Contemporary Mathematics (영어) 334. American Mathematical Society. 203–223쪽. ISBN 0-8218-3420-7. MR 2039974. Zbl 1038.14021. 2012년 7월 3일에 원본 문서 (PDF)에서 보존된 문서. 2013년 7월 10일에 확인함.
5. ↑  Danilov, V. I. (1978). “The geometry of toric varieties” (PDF). 《Russian Mathematical Surveys》 (영어) 33 (2): 97–134. doi:10.1070/RM1978v033n02ABEH002305. ISSN 0036-0279. MR 495499. Zbl 0425.14013. 2014년 10월 5일에 원본 문서 (PDF)에서 보존된 문서. 2013년 7월 10일에 확인함.
6. 1 2  Miller, Ezra (2008년 5월). “What is … a toric variety?” (PDF). 《Notices of the American Mathematical Society》 (영어) 55 (5): 586–587. ISSN 0002-9920. MR 2404030.
7. ↑  Miller, Ezra; Sturmfels, Bernd (2005). 〈Toric varieties〉. 《Combinatorial commutative algebra》. Graduate Texts in Mathematics (영어) 227. Springer-Verlag. 191–208쪽. doi:10.1007/0-387-27103-1_10. ISBN 978-0-387-22356-8. ISSN 0072-5285.
8. ↑  Kempf, G.; Knudsen, Finn Faye; Mumford, David; Saint-Donat, B. (1973). 《Toroidal embeddings Ⅰ》. Lecture Notes in Mathematics (영어) 339. Springer-Verlag. doi:10.1007/BFb0070318. MR 0335518.
9. 1 2 3 4 5 6 7 8 9  Closset, Cyril (2009). “Toric geometry and local Calabi–Yau varieties: An introduction to toric geometry (for physicists)” (영어). arXiv:0901.3695. Bibcode:2009arXiv0901.3695C.
10. ↑  Reffert, Susanne (2007). “The geometer’s toolkit to string compactifications” (영어). arXiv:0706.1310. Bibcode:2007arXiv0706.1310R.